# Inteligentni dizajn
Inteligentnim dizajnom se naziva pseudonaučni koncept koji polazi od toga da je za „određene osobine svemira i živih bića najbolje objašnjenje inteligentan uzrok, a ne neusmereni proces kao (što je) prirodna selekcija" definisana Darvinovom teorijom evolucije. To je savremeni oblik tradicionalnog teleološkog argumenta za postojanje Boga koji izbegava da odredi prirodu i identitet stvaraoca/dizajnera. Pobornici inteligentnog dizajna tvrde da je on naučna teorija i nastoje da fundamentalno redefinišu nauku tako da za svoje temelje uzme ove postavke.
Inteligentni dizajn je proizašao iz reakcije na presudu Vrhovnog suda SAD 1987. vezanu za podelu crkve i države. Prva značajna upotreba termina je bila u srednjoškolskom udžbeniku iz biologije „O pandama i ljudima“ iz 1989. godine. Sledeće godine mala grupa pobornika osnovala je Institut Diskaveri (engl. Discovery Institute) i započela lobiranje za uvođenje inteligentnog dizajna u program javnih škola. Pokret za inteligentni dizajn počeo je postajati vidljiviji 90-ih, doživevši kulminaciju u slučaju Dover 2005. godine

## Koncept
Inteligentni dizajn je prikazan kao alternativa konvencionalnim darvinističkim objašnjenjima za razvoj života. U opoziciji je prema konvencionalnim biološkim naukama koje se oslanjaju na naučne metode da objasne život kroz vidljive procese kao što su mutacija i prirodna selekcija.
Namera inteligentnog dizajna je da istraži da li postojeći empirijski dokazi pokazuju da je život na Zemlji nastao kao posledica inteligentnog uzročnika. Viljem A. Demski (William A. Dembski), jedan od vodećih predstavnika inteligentnog dizajna, tvrdi da je fundamentalna osnova inteligentnog dizajna da „postoje prirodni sistemi koji ne mogu biti adekvatno objašnjeni kroz nevođene prirodne sile i stoga pokazuju činjenice koje bi u bilo kojim drugim okolnostima bile pridodate inteligenciji“.
Pobornici teorije inteligentnog dizajna traže dokaze, kako to oni nazivaju, o „znakovima inteligencije“: fizička svojstva predmeta koja upućuju na dizajnera. Na primer, arheolog koji nađe kip može opravdano reći da je kip dizajniran i opravdano tražiti da otkrije identitet dizajnera, ali, taj arheolog ne bi mogao opravdati isto tvrđenje temeljeno na nepravilno oblikovanoj gromadi kamena iste težine. Prema teoriji dizajna živući sistemi pokazuju izuzetno veliku složenost iz čega izvode zaključak da su nastali i postoje kao posledica određene inteligencije.
Teorija inteligentnog dizajna tvrdi da, iako dokazi koji upućuju na prirodu "inteligentnog uzroka" možda nisu direktno vidljivi, njeni učinci na prirodu mogu biti otkriveni. Demski u knjizi Znakovi inteligencije tvrdi: „Pobornici inteligentnog dizajna smatraju ga kao naučni istraživački program koji istražuje učinke inteligentnih uzroka... ne inteligentni uzrok per se“. U njegovom pogledu ne može se testirati identitet uticaja izvan zatvorenoga sistema iznutra stoga pitanja koja se tiču identiteta dizajnera spadaju izvan područja tog koncepta.

## Poreklo koncepta
Filozofi su dugo raspravljali da li složenost prirode upućuje na postojanje svrhovitog prirodnog ili natprirodnog dizajnera/tvorca. Prvi zabeleženi argumenti za dizajnera kosmosa su u grčkoj filozofiji. U IV veku p. n. e., Platon je pretpostavio demijurga velike mudrosti i inteligencije kao stvoritelja kosmosa u njegovom dijalogu Timej. Aristotel je razvio ideju kreatora-dizajnera kosmosa, često zvan nepokrenuti pokretač u svom delu „Metafizika“. U knjizi „O prirodi bogova” Ciceron je izjavio da "božanska moć se može naći u principima razuma koji prožimaju celu prirodu“.
Takav način razmišljanja primenjen na natprirodnog dizajnera je postao poznat kao teleološki argument za postojanje Boga. Najpoznatiji oblici tog argumenta su bili izraženi u XII veku od strane Tome Akvinskog u delu Summa Theologiae gde je dizajn peti od pet dokaza za postojanje Boga i od Vilijama Pejlija (William Paley) u njegovoj knjizi „Prirodna teologija”. Pejlej je koristio analogiju časovničara koja se još koristi u argumentima inteligentnog dizajna. U ranom XIX veku takvi argumenti su doveli do nečega što se zove prirodna teologija, proučavanje prirode kao sredstvo za razumevanje „božijeg uma“. Taj pokret je pokrenuo strast za sakupljanjem fosila i ostalih bioloških primeraka koji su na kraju i doveli do Darvinove teorije o poreklu vrsta. Slično razmišljanje postuliranjem božanskog dizajnera je danas prihvaćeno od mnogih vernika u teističku evoluciju koji smatraju da su moderna nauka i teorija evolucije potpuno u skladu sa konceptom natprirodnog dizajnera.
Inteligentni dizajn u kasnom XX veku se može videti kao savremeno razvijanje prirodne teologije koja želi promeniti temelj nauke zasnovane na evolucionoj teoriji. Što se teorija evolucije proširivala da objasni više fenomena primeri držani kao dokaz dizajna su se menjali. Ali, esencijalni argument ostaje isti: složeni sistemi impliciraju dizajnera. Primeri predloženi u prošlosti uključuju oko (optički sistem) i pernato krilo; sadašnji primeri su većinom biohemijski: proteinske funkcije, koagulacija krvi, bakterijski bič, složenost genom, metamorfoza leptira.
Najranije znani stil razmišljanja kojem se može pridodati atribut inteligentni je knjiga „Misterija porekla života”, (1984) hemičara i kreacioniste Čarsla B. Takstona (Charles B. Thaxton) sa Volterom L. Bredlijem (Walter L. Bradley) i Rodžerom Olsenom (Roger L. Olsen).
Inteligentni dizajn svesno ne pokušava identifikovati ime ili uzrok kreacije – samo tvrdi da postoji jedan (ili više njih). Iako sam inteligentni dizajn ne imenuje dizajnera, vođe pokreta inteligentnog dizajna večinom prihvataju da je dizajner hrišćanski Bog.

## Nesvodiva složenost
U kontekstu inteligentnog dizajna, Majkl Bihi (Michaela Behe) je nesvodivu složenost definisao kao „sistem sastavljen od više skladnih delova koji u interakciji doprinose osnovnoj funkciji gde kretanje bilo kog od tih delova uzrokuje da sistem prestane da svrhovito funkcioniše“.
Bihi koristi analogiju mišolovke da ilustruje koncept. Mišolovka se sastoji od nekoliko delova u interakciji, od kojih svi moraju biti ispravni da bi mišolovka radila. Uklanjanje bilo kog od tih delova prekida funkciju mišolovke. Pobornici inteligentnog dizajna kažu da prirodna selekcija nije mogla stvoriti nesvodive složene sisteme jer funkcija je jedino prisutna kada su svi delovi ugrađeni. U Bihejeve originalne primere navodnih nesvodivih složenih bioloških mehanizama spadaju bakterijski bič, kaskada zgrušavanja krvi, i adaptivan imunološki sistem.
Kritičari ove teorije ističu da argument nesvodive složenosti pretpostavlja da su nužni delovi sistema uvek bili nužni i stoga nisu mogli biti dodavani postepeno. Oni tumače da ono što prvo daje prednost može kasnije biti nužno kako se delovi menjaju. Evolucija više teče menjanjem već postojećih delova ili njihovim nestankom iz sistema nego njihovim dodavanjem u sistem.
Nesvodiva složenost je ostala popularan argument među pristalicama inteligentnog dizajna; ali u suđenju Dover sud je istakao da „tvrdnja prof. Bihija za nesvodivu složenost je opovrgnuta u istraživačkim časopisima i odbačena od strane naučne zajednice”.

## Određena složenost
Koncept u inteligentnom dizajnu „određena složenost“ je razvio matematičar, filozof i teolog Viljem A. Demski. Demski tvrdi da kada nešto pokazuje određenu složenost (tj. simultano složeno i određeno) može se zaključiti da je stvoreno inteligentnim uzrokom (tj. dizajnirano je) radije nego da je rezultat prirodnih procesa. Daje sledeće primere: „Jedno slovo abecede je određeno bez složenosti. Duga rečenica nasumično poređanih slova je složena bez određenja. Šekspirov sonet je složen i određen“. On tvrdi da se detalji živih bića mogu slično odrediti, posebno uzorci molekularnih sekvenci u funkcionalnim biološkom molekulima kao DNK.
Demski definiše složenu određenu informaciju kao sve što ima manje od 1·10150 šanse da se dogodi (prirodnim) slučajem. Kritičari kažu da to argument pretvara u tautologiju: složena određena informacija (SOI) ne može se dogoditi prirodno kako to definiče Demski stoga je pravo pitanje da li SOI stvarno postoji u prirodi.
Pojmovna osnovanost Demskijeve određene složenosti/SOI argumenta je snažno osporena od strane naučne i matematičke zajednice. Demskijeva tvrdnja o širokoj primenljivosti određene složenost u drugim poljima još uvek čeka na dokaz. Džon Vilkins (John Wilkins) i Vesli Elsberi (Wesley Elsberry) opisuju Demskijev „objašnjavalački filter” kao eliminacijski jer postepeno eliminiše objašnjenja: prvo regularnost, tada slučaj i napokon u pomanjkanju i dizajn. Oni tvrde da je takva procedura puna rupa kao model naučnog zaključivanja, zbog njenog asimetričnog načina tretiranja različitih naučnih objašnjenja te je stoga sklona da dovede do pogrešnih zaključaka.

## Fino podešeni svemir
Pobornici inteligentnog dizajna daju i argumente izvan biologije. Najpoznatiji argument temeljen je na konceptu fino uređenih svemirskih konstanti koje omogućavaju materiju i život mogućim i koje se ne mogo objasniti slučajem. U to spadaju vrednosti fundamentalnih fizikalnih konstanti, relativna snaga nuklearnih sila, elektromagnetizam, gravitacija između elementarnih čestica kao i razmere masa tih čestica. Pobornik inteligentnog dizajna i član centra za nauku i kulturu Giljermo Gonzales (Guillermo Gonzalez) tvrdi da ako bi jedna od tih vrednosti bila makar malo drugačija svemir bi bio drastično drugačiji i bilo bi nemoguće da nastanu mnogi hemijski elementi ili neke karakteristike svemira kao što su galaksije.
Kritičari su odgovorili da se taj argument ne može testirati i nije naučno produktivan. Neki naučnici raspravljaju da čak i ako je uzeto kao čista spekulacija ti argumenti su slabo podupreti postojećim dokazima.
Granvil Sjuel (Granville Sewell) tvrdi da evolucija složenih oblika predstavlja smanjenje entropije i time krši drugi zakon termodinamike te potvrđuje inteligentni dizajn. Kritičari uveravaju da je to pogrešna upotreba termodinamičkih principa. Viktor Dž. Stenger (Victor J. Stenger) i ostali kritičari kažu da inteligentni dizajn i antropični princip su u suštini tautologije; u njegovom pogledu ti argumenti se drže tvrdnje da je život moguć jer je svemir u stanju da održava život.
Tvrdnja o maloj verovatnoći postojanja svemira koji podržava život je kritikovana kao argument zbog nedostatka mašte zbog pretpostavljanja da svi ostali oblici života nisu mogući. Život kao što mi znamo možda ne bi postojao ako bi stvari bile drugačije, ali drugačiji oblik života bi ga možda zamenio. Jedan broj kritičara predlaže da se mnoge od rečenih varijabli doimaju kao međupovezane, te da neki proračuni matematičara i fizičara govore kako je pojava svemira sličnog našem moguća. Stav predstavnika inteligentnog dizajna je da bi i u tom slučaju delikatna podešenost takvog sistema opet potvrđivala inteligentni dizajn.

## Literatura
- Numbers, Ronald L. (2006). The Creationists, Expanded Edition. Harvard University Press. стр. 373,379–380. ISBN 978-0-674-02339-0.
- Behe, Michael (1997). Molecular Machines: Experimental Support for the Design Inference. Архивирано из оригинала 26. 1. 2008. г..
- Irreducible complexity of these examples is disputed; see Kitzmiller. стр. 76–78, and „Ken Miller Webcast”. Архивирано из оригинала 13. 6. 2006. г.
- The Collapse of "Irreducible Complexity" Kenneth R. Miller Brown University 2.
- John H. McDonald's "reducibly complex mousetrap"
- David Ussery, "„A Biochemist's Response to 'The Biochemical Challenge to Evolution'”. Архивирано из оригинала 22. 10. 2004. г."
- Orr, H. Allen (2005-05-30). „Devolution”. The New Yorker. Архивирано из оригинала 10. 09. 2012. г. Приступљено 17. 09. 2023.. This article draws from the following exchange of letters in which Behe admits to sloppy prose and non-logical proof: Behe, M.; Dembski, Wells, Nelson, Berlinski (2003-03-26). Has Darwin met his match? Letters - An exchange over ID[мртва веза] (HTML). [Discovery Institute].
- Dembski. Intelligent Design. стр. 47
- Branden Fitelson, Christopher Stephens, Elliott Sober (1998). How Not to Detect Design: A review of William A. Dembski's The Design Inference -- Eliminating Chance Through Small Probabilities (PDF). Cambridge: Cambridge University Press. Архивирано из оригинала (PDF) 25. 2. 2009. г.
- Some of Dembski's responses to assertions of specified complexity being a tautology can be found at [http://www.arn.org/docs/dembski/wd_anotherwaytodetectdesign.htm 4.
- Richard Wein (2002): "Not a Free Lunch But a Box of Chocolates: A critique of William Dembski's book No Free Lunch" [http://www.talkorigins.org/design/faqs/nfl/ 5.
- Nowak quoted. Claudia Wallis. Time Magazine, izdanje od 15. avgusta 2005. godine, strana 32 „Evolution Wars”. Архивирано из оригинала 13. 06. 2006. г. Приступљено 13. 02. 2009.

See also: * "Without a godlike designer no designerlike God" by Jan Michl, 2006.